# Barend Kannewasser
Barend Kannewasser (Engels: Amos Diggory) is een personage uit de Harry Potter-boekenreeks, geschreven door J.K. Rowling. Hij is de vader van Carlo Kannewasser.
Barend Kannewasser woont niet ver van de Wemels af. Hij werkt op het Departement van Toezicht op Magische Wezens op het Ministerie van Toverkunst.
Barend komt voor het eerst voor in deel 4, als hij samen met zijn zoon Carlo naar het WK Zwerkbal gaat. Hij lijkt eerst goed te kunnen opschieten met Harry, maar wanneer Harry concurreert met Carlo in het Toverschool Toernooi krijgt Barend minder sympathie voor Harry.
Als Carlo om het leven komt tijdens de laatste opdracht voor het Toverschool Toernooi ziet Barend het lichaam van zijn zoon, ook al probeerde het schoolhoofd Albus Perkamentus dat te verhinderen. Barend lijkt stukken emotioneler dan zijn vrouw, en huilt nog als hij en zijn vrouw Harry bezoeken in de ziekenzaal.